# Nowgoroder Kodex

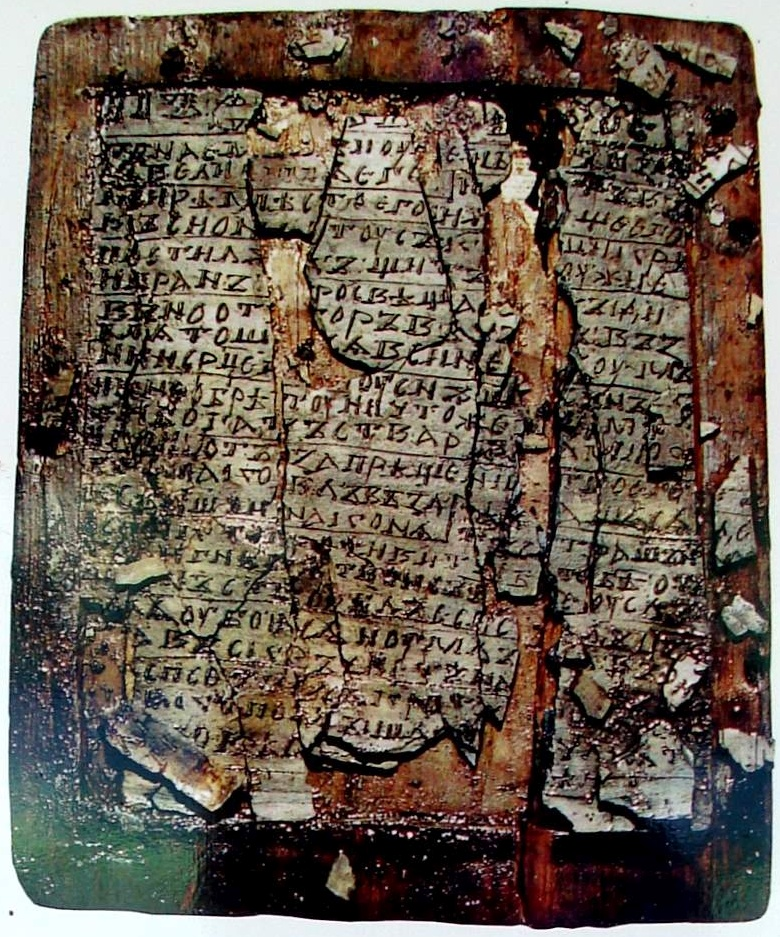
Nowgoroder Kodex

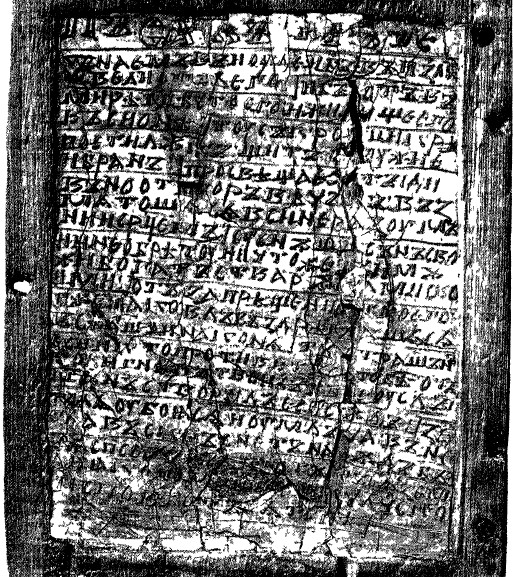
Nowgoroder Kodex, Ps 75

Nowgoroder Kodex (russ. Новгородский кодекс, wiss. Transliteration Novgorodskij kodeks) ist die Bezeichnung für ein Wachstafelbuch in altkirchenslawischer Sprache aus dem späten 10. und frühen 11. Jahrhundert. Es besteht aus einem Triptychon aus drei aneinander gebundenen Lindenholzplatten mit insgesamt vier mit Wachs ausgefüllten Seiten und wurde am 13. Juli 2000 bei Ausgrabungen bei Nowgorod gefunden.
Es ist der älteste erhaltene Kodex der Kiewer Rus.
Der ehemalige Besitzer hatte im Verlaufe von zwei bis drei Jahrzehnten Dutzende, ja vermutlich Hunderte von Texten aufgeschrieben, indem er jeweils den vorangehenden Text überschrieb.

## Entstehungszeit
In den Texten selbst wird mehrfach das Jahr 999 als Datum erwähnt.
Nach aus der Stratigraphie (gestützt durch die Dendrochronologie), durch die Radiokohlenstoffmethode und aus dem Text selbst gewonnenen Daten wurde der Wachskodex im ersten Viertel des 11. Jahrhunderts und wahrscheinlich auch schon in den letzten Jahren des 10. Jahrhunderts benutzt, so dass er um einige Jahrzehnte älter ist als z. B. das Ostromir-Evangelium.

## Psalmen
Auf dem Wachs des Kodex selbst ist der Text der Psalmen 75 und 76 (sowie ein kleiner Teil von Psalm 67) erhalten; dies ist der so genannte Grundtext (russ. osnownoj tekst) des Nowgoroder Kodexes, nach dem das Sprachdenkmal bisweilen auch Nowgoroder Psalter genannt wird. Dieser Text ist ebenso leicht zu lesen wie sonstige Dokumente auf Pergament und war der Forschung sofort zugänglich. Die Psalter-Übersetzung spiegelt eine etwas andere Übersetzungstradition wider als die bisher bekannten ältesten Texte des slawischen Psalters (besonders das Psalterium sinaiticum).

## Sprache
Die Sprache des Nowgoroder Kodex ist ein vor allem im Grundtext sehr regelmäßiges Kirchenslawisch, wenn auch mit einigen „Fehlern“ bei der Wiedergabe der Nasalvokale, die die ostslawische Herkunft des Schreibers offenbaren. Der gesamte Text ist von ein und derselben Hand geschrieben, und zwar in einer so genannten Ein-Jer-Orthographie (russ. odnojerowaja sistema), bei der an der Stelle der beiden Jer-Buchstaben ь und ъ einheitlich nur der Buchstabe ъ benutzt wird.

## Verborgene Texte
A. A. Salisnjak (russ. А. А. Зализняк) ist es in außerordentlich mühevoller Arbeit gelungen, bisher einen kleinen Teil der dem Grundtext vorangehenden, gelöschten („verborgenen“) Texte anhand der Abdrücke und Kratzer des Stylus auf den unter dem Wachs befindlichen Holzbrettchen zu rekonstruieren. Die Schwierigkeit dieser Arbeit besteht vor allem darin, dass die meist sehr schwachen und kaum von einer natürlichen Maserung im Holz zu unterscheidenden Abdrücke Zehntausender Buchstaben sich gegenseitig überlagern und so ein undurchschaubares Gewirr von Linien ergeben (Salisnjak spricht von einem Hyperpalimpsest). Dadurch bedingt kann das „Lesen“ einer einzelnen Seite eines „verborgenen“ Textes mitunter Wochen dauern.
An „verborgenen“ Texten wurden bisher unter anderem gefunden:
- eine Vielzahl von Psalmen, die jeweils mehrfach aufgeschrieben wurden
- der Anfang der Offenbarung des Johannes
- der Beginn einer Übersetzung des Traktats „Über die Jungfräulichkeit“ des Johannes Chrysostomos, das bisher nicht in slawischer Übersetzung bekannt war
- eine Vielzahl von Schreibungen des Alphabets, und zwar in einer Kurzform (а б в г д е ж ѕ з и ї к л м н о п р с т оу ф х ц ч ш щ ѿ) und einer Vollform (а б в г д е ж ѕ з и ї к л м н о п р с т оу ф х ц ч ш щ ѿ ъ ѣ ѫ ѭ ю я ѧ ѿ) sowie mit einer Aufzählung der Buchstabennamen (азъ боукы вѣдѣ глаголи…)
- die Tetralogie „Vom Heidentum zu Christus“ (so der von Salisnjak vergebene Titel): vier bisher unbekannte Texte mit den Titeln „Das Gesetz Moses“ (russ. „Sakon Mojissejew“), „Die Entkräftenden und Entfriedenden“ („Rasmarjajuschtschije i rasmirjajuschtschije“), „Der Erzengel Gabriel“ („Archangel Gawriil“) und „Das Gesetz Jesu Christi“ („Sakon Iissussa Christa“).
- ein Fragment des bisher unbekannten Textes „Über die verborgene Kirche unseres Erlösers Jesu Christi in Laodikeia und über das laodikeische Gebet unseres Herrn Jesu Christi“
- ein Fragment des bisher unbekannten Textes „Bericht des Apostels Paulus über das geheime Paterikon Moses“
- ein Fragment des bisher unbekannten Textes „Anweisung Alexanders von Laodikeia über die Vergebung der Sünden“
- ein Fragment des bisher unbekannten Textes „Geistliche Unterweisung vom Vater und von der Mutter an den Sohn“
- die Notiz „Въ лѣто ҂ѕ҃ф҃з҃ азъ мънихъ исаакии поставленъ попомъ въ соужъдали въ цръкъве свѧтаго александра арменина…“ („Im Jahr 6507 [nach byzantinischer Zählung, d. h. 999 n. Chr.] wurde ich, der Mönch Isaaki, Hieromonach in Susdal, in der Kirche des Heiligen Alexander des Armeniers…“); die Jahreszahl 6507 bzw. 999 wiederholt sich noch etliche Male auf den Rändern, so dass man annehmen darf, dass dieser Mönch Isaaki der Schreiber des Kodexes selbst ist, zumal dessen Sprache keine typischen Nowgoroder Merkmale aufweist, so dass es gut möglich ist, dass er aus Susdal kam.

Die große Zahl bisher unbekannter Texte im Nowgoroder Kodex erklärt sich vermutlich dadurch, dass der Schreiber einer christlichen Gemeinschaft angehörte, die von der „Amtskirche“ für häretisch erklärt wurde – vermutlich eine dualistische, den Bogomilen nahestehende Gruppe. Nachdem die „Amtskirche“ sich durchgesetzt hatte, wurden die Texte der Sekte nicht mehr weiter abgeschrieben und sogar die Spuren der Existenz einer solchen Gruppe verwischt. Besonders bezeichnend ist in dieser Hinsicht ein Abschnitt aus der „Geistlichen Unterweisung vom Vater und von der Mutter an den Sohn“:
| […]                                                                                           | […] |
| Миръ естъ градъ въ немъ же отълѫчаѭтъ отъ цръкъве еретикы.                                    | Die Welt ist eine Stadt, in der Häretiker aus der Kirche ausgeschlossen werden.                                           |
| Миръ естъ градъ въ немъ же отълѫчаѭтъ отъ цръкъве чловѣкы неразоумъны.                        | Die Welt ist eine Stadt, in der unverständige Menschen aus der Kirche ausgeschlossen werden.                              |
| Миръ естъ градъ въ немъ же отълѫчаѭтъ отъ цръкъве чловѣкы непокоривы.                         | Die Welt ist eine Stadt, in der ungehorsame Menschen aus der Kirche ausgeschlossen werden.                                |
| Миръ естъ градъ въ немъ же отълѫчаѭтъ отъ цръкъве чловѣкы непорочъны.                         | Die Welt ist eine Stadt, in der tadellose Menschen aus der Kirche ausgeschlossen werden.                                  |
| Миръ естъ градъ въ немъ же отълѫчаѭтъ отъ цръкъве чловѣкы невиновъны.                         | Die Welt ist eine Stadt, in der unschuldige Menschen aus der Kirche ausgeschlossen werden.                                |
| Миръ естъ градъ въ немъ же отълѫчаѭтъ отъ цръкъве чловѣкы непрѣломъны.                        | Die Welt ist eine Stadt, in der unbeugsame Menschen aus der Kirche ausgeschlossen werden.                                 |
| Миръ естъ градъ въ немъ же отълѫчаѭтъ отъ цръкъве чловѣкы недостоины такоѩ кары.              | Die Welt ist eine Stadt, in der diese Strafe nicht verdienende Menschen aus der Kirche ausgeschlossen werden.             |
| Миръ естъ градъ въ немъ же отълѫчаѭтъ отъ цръкъве чловѣкы недостойны такого отълѫчения.       | Die Welt ist eine Stadt, in der diesen Ausschluss nicht verdienende Menschen aus der Kirche ausgeschlossen werden.        |
| Миръ естъ градъ въ немъ же отълѫчаѭтъ отъ цръкъве чловѣкы прѣчистыѩ вѣры.                     | Die Welt ist eine Stadt, in der Menschen reinen Glaubens aus der Kirche ausgeschlossen werden.                            |
| Миръ естъ градъ въ немъ же отълѫчаѭтъ отъ цръкъве чловѣкы достоины хвалы.                     | Die Welt ist eine Stadt, in der des Lobes würdige Menschen aus der Kirche ausgeschlossen werden.                          |
| Миръ естъ градъ въ немъ же отълѫчаѭтъ отъ цръкъве чловѣкы достоины прославления.              | Die Welt ist eine Stadt, in der verehrungswürdige Menschen aus der Kirche ausgeschlossen werden.                          |
| Миръ естъ градъ въ немъ же отълѫчаѭтъ отъ цръкъве чловѣкы неотъстѫпъны отъ правыѩ вѣры х҃совы. | Die Welt ist eine Stadt, in der nicht vom wahren Glauben Christi weichende Menschen aus der Kirche ausgeschlossen werden. |
| […]                                                                                           | […] |